# Johan Östling (historiker)
Eric Johan Östling, född 11 juli 1978, är en svensk historiker.
Östling är professor i historia och föreståndare för Centrum för kunskapshistoria (LUCK) vid Lunds universitet. Åren 2013–2017 var han Pro Futura-forskare och sedan 2019 är han Wallenberg Academy Fellow.
Östlings forskning är främst inriktad mot kunskap, idéer, kultur och politik i det moderna Europas historia, i synnerhet i Sverige och Tyskland. Sedan mitten av 2010-talet ägnar han sig särskilt åt att utveckla kunskapshistoria som fält, men hans intressen omfattar även universitetshistoria, biografier, historiografi och samspelet mellan idéer och samhällsförändring.

## Biografi
Efter studier och forskning i Uppsala, Göteborg, Sussex, Tübingen och Berlin disputerade Östling 2008 i historia i Lund på en avhandling om svenska erfarenheter i andra världskrigets efterdyning. För denna belönades han bland annat med Cliopriset och Nils Klim-priset. I omarbetat och översatt skick utkom den 2016 som Sweden After Nazism.
År 2016 publicerades hans andra större bok, Humboldts universitet: Bildning och vetenskap i det moderna Tyskland. En grund för den lades när han som Pro Futura-forskare vistades vid Swedish Collegium for Advanced Study (SCAS) i Uppsala, Zentrum für Zeithistorische Forschung i Potsdam och Max-Planck-Institut für Wissenschaftsgeschichte i Berlin. Boken utkom i en engelsk utgåva 2018: Humboldt and the Modern German University. Östling har fortsatt att intressera sig för universitetshistoria och har skrivit en bok om huvudlinjer i universitetets historia, Kunskapens stora hus (2024).
I nära samarbete med ett flertal kollegor har han skapat en kunskapshistorisk forskningsmiljö med Lund som bas men med förgreningar i Norden och i olika internationella nätverk. År 2020 inrättades Centrum för kunskapshistoria (LUCK) vid Lunds universitet med Östling som föreståndare. Han har gett ut ett antal kunskapshistoriska publikationer de senaste åren, bland annat introduktionsboken The History of Knowledge (2023; med David Larsson Heidenblad) samt trilogin Circulation of Knowledge (2018), Forms of Knowledge (2020) och Knowledge Actors (2023). Han är även chefredaktör för den internationella årsboken History of Intellectual Culture (De Gruyter) samt redaktör för bokserien "Knowledge Societies in History" (Routledge).
År 2019 tillträdde Östling en tjänst som Wallenberg Academy Fellow, finansierad av Knut och Alice Wallenbergs Stiftelse. Inom ramen för denna tjänst har han undersökt humaniora i efterkrigstidens samhälle, bland annat i böcker som Histories of Knowledge in Postwar Scandinavia (2020), Humanister i offentligheten (2022) och Humaniora i välfärdssamhället (2023). Åren 2024–2026 leder han ett komparativt projekt om europeiseringen av universiteten och formeringen av kunskapssamhället under sent 1900-tal.
Östling har varit gästforskare vid Humboldt-Universität zu Berlin, Swedish Collegium for Advanced Study (SCAS) i Uppsala, Zentrum für Zeithistorische Forschung i Potsdam, Max-Planck-Institut für Wissenschaftsgeschichte i Berlin, Australian Centre for Public History i Sydney, Project House Europe vid Ludwig-Maximilians-Universität München samt Helsingfors universitet.
Östling skriver regelbundet på Svenska Dagbladets kultursida, huvudsakligen understreckare men även recensioner och andra typer av texter. Under 2018 ledde han tillsammans med Lisa Irenius arbetet med Under streckets 100-årsjubileum. Östling medverkar även i tidskriften Respons och ingår i dess redaktionsråd. Åren 2013–2017 var han ordförande i juryn för Cliopriset.

## Utmärkelser, ledamotskap och priser
- Cliopriset, 2009.[6]
- Nils Klim-priset, 2010.[7]
- Einar Hansens forskningspris, 2021.[8]
- Ledamot av Vetenskapssocieteten i Lund (LVSL, 2016)[9].
- Ledamot av Kungliga Humanistiska Vetenskapssamfundet i Lund (2023).